# Eucereon parambae
Eucereon parambae là một loài bướm đêm thuộc phân họ Arctiinae, họ Erebidae.